# Karl-Heinz Marsell
Karl-Heinz Marsell (* 1. August 1936 in Dortmund; † 23. September 1996 ebenda) war ein deutscher Bahnradsportler. Seine letzte Ruhe hat er auf dem Friedhof Dortmund-Kemminghausen gefunden.
Als Radsporttalent entdeckt wurde Karl-Heinz Marsell beim Wettbewerb „Erster Schritt für junge Radfahrer“, veranstaltet von der Westfälischen Rundschau. 1954 gewann er die deutsche Meisterschaft der Jugend im Straßenrennen. Von 1955 bis 1966 war er Profi-Rennfahrer; er war fast ausschließlich als Steher aktiv. Sein größter Erfolg war der Gewinn des Weltmeistertitels 1961 in Zürich. Jeweils dreimal wurde er Europameister und Deutscher Meister der Profi-Steher. Bei den UCI-Bahn-Weltmeisterschaften 1964 belegte er einen dritten Platz. Viermal zwischen 1957 und 1961 gewann Marsell zudem den renommierten „Großen Weihnachtspreis der Steher“ in der Dortmunder Westfalenhalle.
Bei der WM 1961 siegte Marsell trotz einiger Widrigkeiten: Beim Training hatte sein Schrittmacher August Meuleman Probleme mit dem Motor der Schrittmachermaschine. Nach seinen Aussagen stellte sich heraus, dass jemand in Sabotageabsicht Pfefferminzbonbons in den Benzintank geworfen hatte. Ab sofort wurden Meulemans Maschinen in der Hotelgarage eingeschlossen. Zudem kritisierte der Journalist der Zeitschrift Radsport im Vorfeld, der Deutsche Meister habe sich „mal wieder“ kurz vor dem Rennen „zehn Glas Bier hinter die Binde“ gegossen.